# Talisia stricta
Talisia stricta là một loài thực vật có hoa trong họ Bồ hòn. Loài này được (H. Karst. & Triana) Triana & Planch. miêu tả khoa học đầu tiên năm 1862.